# Temps per a ell, a la fi
"Temps per a ell, a la fi" (títol original en anglès, "Time Enough at Last") és el vuitè episodi de la sèrie de televisió d’antologia La Dimensió Desconeguda. Es va emetre originalment el 20 de novembre de 1959 a la cadena CBS. Ha estat doblat al català i es va emetre a TV3. L'episodi va ser adaptat d'una història curta de Lynn Venable, que va aparèixer a l'edició de gener de 1953 de If: Worlds of Science Fiction.
"Temps per a ell, a la fi" es va convertir en un dels episodis més famosos de la Dimensió Desconeguda original. És "la història d'un home que busca la salvació entre les runes d'un món en ruïnes." L'home en qüestió és Henry Bemis, interpretat per Burgess Meredith, que estima els llibres però està envoltat d'aquells que li impedirien llegir-los. L'episodi segueix Bemis a través d'un món post-apocalíptic, tocant qüestions socials com l'antiintel·lectualisme, els perills de dependre de la tecnologia i la distinció entre solitud i soledat.

## Narració d'obertura
| « | Testimoni Mr. Henry Bemis, membre fundador de la fraternitat dels somiadors. Un llibreter menut la passió del qual és la pàgina impresa, però contra el qual un president de banc i una esposa conspiran i un món ple d'idiomes i les agulles implacables d'un rellotge. Però d'aquí a un moment, el senyor Bemis entrarà en un món sense presidents de bancs ni dones ni rellotges ni res. Tindrà un món per a ell... sense ningú. | » |

## Argument
El caixer de banc i àvid bibliòfil Henry Bemis llegeix David Copperfield mentre serveix a un client. Està tan intergrat a la novel·la que intenta regalar informació sobre els personatges a la dona cada cop més enfadada i l’enganya. El cap enfadat d'en Bemis, i més tard la seva dona persistent, es queixen que perd massa temps llegint inútilment. Com a broma cruel, la seva dona li demana que li llegeixi poesia d'un dels seus llibres; ell s'obliga amb entusiasme, només per descobrir que ha ratllat el text a cada pàgina. Uns segons després, destrueix el llibre arrancant-ne les pàgines.
L'endemà, com de costum, Henry fa la seva pausa per dinar a la cambra cuirassada, on la seva lectura no es pot alterar. Moments després de veure un titular de diari, que diu "Bomba H Capaç de Destrucció Total", una enorme explosió a l'exterior sacseja la cambra, deixant inconscient a Bemis. Després de recuperar la consciència i recuperar les seves gruixudes ulleres, Bemis surt de la cambra per trobar el banc enderrocat i tots els que hi havia morts. En sortir del banc, veu que tota la ciutat ha estat destruïda i s'adona que, mentre una guerra nuclear ha devastat la Terra, haver estat a la cambra l'ha salvat.
| « | Segons, minuts, hores: s'arrosseguen amb les mans i els genolls per al senyor Henry Bemis, que busca una espurna a les cendres d'un món mort. Un telèfon connectat al no-res. Un bar de barri, una pel·lícula, un camp de beisbol, una ferreteria, la bústia del que abans era casa seva ara és una runa. Es troben als seus peus com a monuments maltrets del que va ser però ja no és. El Sr. Henry Bemis, en un recorregut de vuit hores per un cementiri. | » |

En trobar-se sol al món trencat amb menjar enllaunat que li durarà tota la vida i sense cap mitjà de marxar a buscar altres supervivents, en Bemis sucumbeix a la desesperació. Mentre es prepara per matar-se amb un revòlver que ha trobat, en Bemis veu les ruïnes d'una biblioteca pública a la distància. Investigant, troba que els llibres encara estan intactes; tots els llibres que mai podria esperar són seus per a la lectura, i tot el temps que podria esperar, per llegir-los sense interrupcions.
La seva desesperació ha desaparegut, Bemis ordena amb satisfacció els llibres que espera llegir durant els propers anys, sense cap obligació d'interposar-se en el camí. Just quan s'inclina per agafar un llibre, ensopega i se li cauen les ulleres i es trenquen. En estat de xoc, recull les restes trencades de les seves ulleres i trenca a plorar, envoltat dels llibres que ja no podrà llegir mai.

## Narració de cloenda
| « | Els millors plans de ratolins i homes... i Henry Bemis, l'home petit de les ulleres que no volia més que temps. Henry Bemis, ara només una part d'un paisatge destrossat, només un tros de runa, només un fragment del que l'home s'ha dedicat a si mateix. Sr. Henry Bemis, a la Dimensió Desconeguda. | » |

## Vista prèvia per a la història de la setmana vinent
| « | La setmana que ve reclutem els considerables talents literaris de Charles Beaumont i us convidem a unir-vos a nosaltres en un somni estrany i impactant. La nostra història es diu "Potser somiar" i està protagonitzada per Richard Conte. Espero que pugueu unir-vos a l'excursió de la setmana vinent a La Dimensió Desconeguda. Gràcies i bona nit. | » |

## Repartiment
- Burgess Meredith com a Henry Bemis
- Jacqueline deWit com a Helen Bemis
- Vaughn Taylor com a Carsville

## Producció

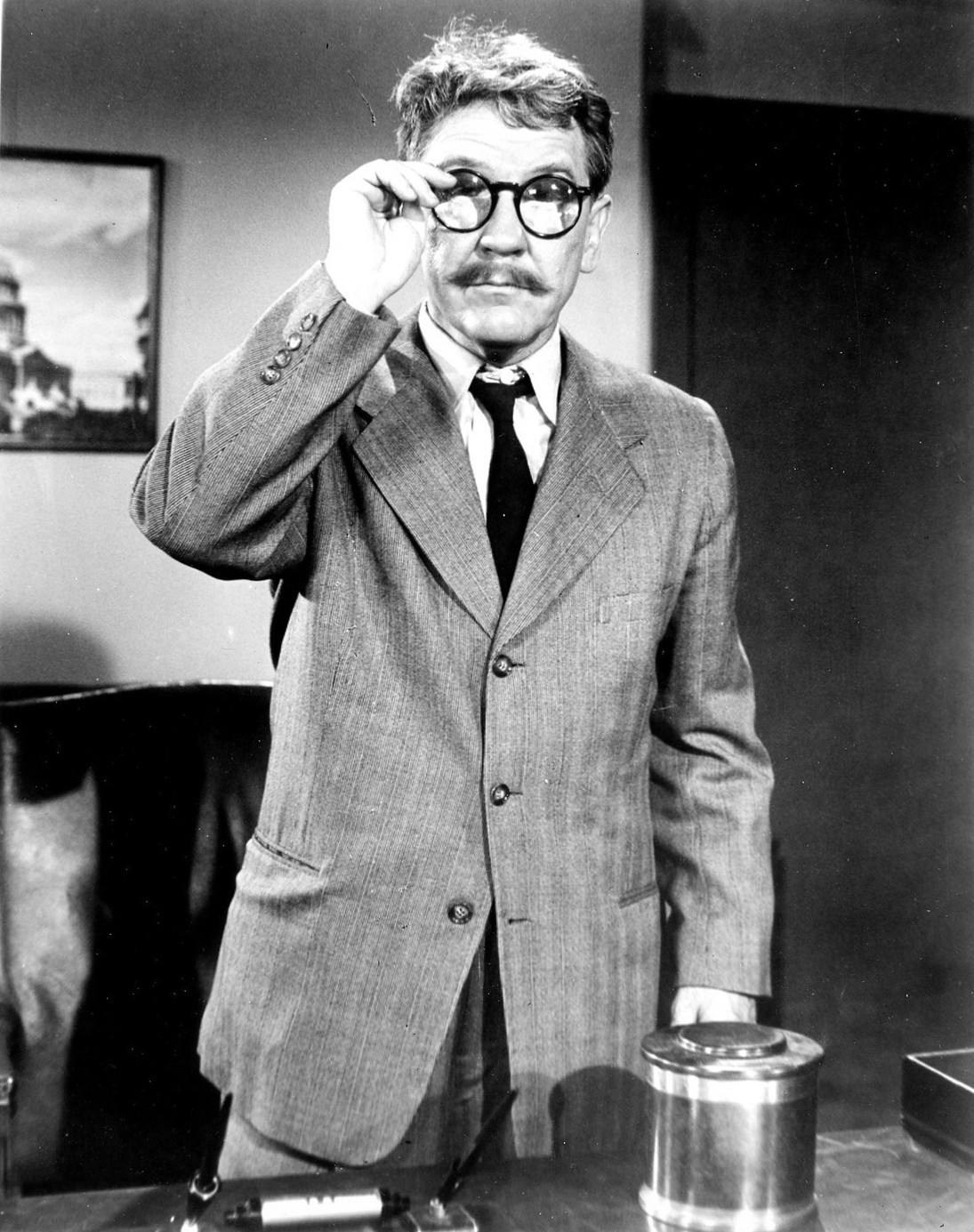
Burgess Meredith com a Henry Bemis

"Temps per a ell, a la fi" va ser un dels primers episodis escrits per a La dimensió desconeguda. Va introduir Burgess Meredith a la sèrie; va continuar protagonitzant tres episodis més, essent presentat com "no un estrany a La Dimensió Desconeguda" als espots promocionals de la segona temporada de "The Obsolete Man". També va narrar la pel·lícula de 1983 Twilight Zone: The Movie, que feia referència a "Temps per a ell, a la fi" durant la seva seqüència d'obertura, amb els personatges parlant de l'episodi en detall.
Les imatges de les escales exteriors de la biblioteca es van filmar diversos mesos després que s'hagués acabat la producció. Aquests passos també es poden veure a l'exterior d'un edifici públic d'Eloi a la pel·lícula de MGM de La màquina del temps (1960). John Brahm fou nominat als premis del Sindicat de Directors dels Estats Units pel seu treball a l’episodi. El llibre que Bemis estava llegint a la cambra i que s'obre quan la bomba explota és A History of the Life and Voyages of Christopher Columbus de Washington Irving.

## Temes
Tot i que el missatge principal pot semblar "compte amb el que vols, potser ho aconseguiràs", hi ha altres temes al llarg de l'episodi. Entre aquests hi ha la qüestió de la solitud versus la soledat, ja que encarnat pel moment de gairebé suïcidi de Bemis. A més, la representació de les actituds de la societat cap als llibres parla de la decadència contemporània de la literatura tradicional i de com, amb prou temps, la lectura pot esdevenir una relíquia del passat. Al mateix temps, el final "castiga Bemis pel seu comportament antisocial, i el seu desig més gran es veu frustrat".
La declaració final de Rod Serling a l'episodi al·ludeix al poema en scots de Robert Burns "To a Mouse". El poema conclou: "The best-laid schemes o' mice an men / Gang aft agley" (traducció: "Sovint van malament"). El mateix Meredith havia interpretat George Milton a l'adaptació cinematogràfica de 1939 de la novel·la de Steinbeck que portava el nom d'aquesta mateixa línia.
Tot i que "Temps per a ell, a la fi" implica que la guerra nuclear ha destruït la humanitat, el crític de cinema Andrew Sarris assenyala que el format necessàriament poc realista de l'episodi pot haver estat el que va permetre començar la seva producció:
| « | Gran part de la serietat implacable de La Dimensió Desconeguda està aparentment condicionada per l'entrega retallada i severa del mateix Serling i de l'interlocutor. Mai ens anima a riure, ni tan sols somriure, fins i tot quan el gir de la trama és almenys foscament divertit. Per exemple, a "Temps per a ell, a la fi"... L'bomba H encara s'amaga al fons de l'"accident" del bibliòfil. La qüestió és que la bomba no hauria explotat mai a la xarxa de televisió si la trama s'hagués presentat en un format més realista. | » |

A l'era d'Internet i els eBooks, la ironia representada a "Temps per a ell, a la fi" té una contrapartida de l'era de la informació, segons Weston Ochse de 'Storytellers Unplugged. Com apunta Ochse, quan Bemis es converteix en l'última persona de la Terra, finalment té temps per llegir, amb tots els seus llibres a l'abast i l'únic impediment és la tecnologia quan el seu mitjà per accedir-hi -les ulleres- es trenca. En un món hipotètic on tots els llibres es publiquen electrònicament, observa Ochse, els lectors serien "només un llamp, un interruptor defectuós, un treballador adormit o un desastre natural lluny de convertir-se en Henry Bemis al final del món", és a dir, una apagada elèctrica els donaria temps per llegir, però com Bemis, també perdrien el seu mitjà per accedir als seus llibres, és a dir, l'ordinador.

### Episodis similars
La Dimensió Desconeguda sovint va explorar temes similars al llarg de la seva emissió. "Temps per a ell, a la fi" té forts vincles temàtics amb d'altres episodis de la sèrie, començant pel de l'aïllament, explorat per primera vegada al pilot "On és la gent?" També és un tema destacat a l'episodi anterior "El solitari". A més, en una trama molt semblant a la de "Temps per a ell, a la fi", "The Mind and the Matter" parla d'un home que utilitza la seva ment per esborrar la humanitat, només per trobar que l'existència sense altres persones és insuportable. La noció de ser un foraster, perdut en un mar de conformitat, va ser un dels temes més comuns de la sèrie.
També es poden trobar altres elements temàtics d'aquest episodi al llarg de la sèrie. "The Obsolete Man" porta el subtext literari de l'episodi -la noció que la lectura es pot considerar "obsoleta" a l'extrem: l'estat ha declarat els llibres obsolets i un bibliotecari (també interpretat per Meredith) es troba en un judici. per la seva pròpia obsolescència. Aquesta noció, semblant al conte de Ray Bradbury, "The Pedestrian" (1951), també s'al·ludeix a l'episodi "Number 12 Looks Just Like You", en què un món perfecte i igual considera obres com les de Shakespeare "una obscenitat".

## Impacte

### Crítica i favor dels fans
"Temps per a ell, a la fi" va ser un èxit d'audiència en la seva emissió inicial i "es va convertir en un clàssic instantani". Continua sent un dels episodis més recordats i estimats de La Dimensió Desconeguda segons Marc Zicree, autor de The Twilight Zone Companion, així com un dels més parodiats. Quan una enquesta va preguntar als lectors de Twilight Zone Magazine quin episodi de la sèrie recordaven més, "Temps per a ell, a la fi" va ser la resposta més freqüent, amb "To Serve Man" com a segon amb diferència. A la presentació de TV Land dels "100 moments més memorables de la televisió" de TV Guide, "Temps per a ell a la fi" va restar situat en número 25.
En una entrevista, Serling va citar "Temps per a ell, a la fi" com un dels seus dos favorits de tota la sèrie. (L'altre era "The Invaders", amb Agnes Moorehead.)
L'episodi s'ha fet referència moltes vegades a la cultura popular. Per exemple, The Twilight Zone Tower of Terror, un passeig al parc temàtic a Disney's Hollywood Studios i abans Disney California Adventure Park, mostra una rèplica de les ulleres trencades d'Henry Bemis al vestíbul. Cal assenyalar que, tot i que realment són ulleres de lectura, Burgess Meredith les porta tot l'episodi per fer que Bemis sembli més llibreter. En una aparició del programa de televisió Futurama "The Scary Door", una paròdia de The Twilight Zone i Altres límits (The Outer Limits), un home com Bemis es presenta en una biblioteca com "l'últim home de la terra". Després de perdre les ulleres, l'espectacle es burla del fet que encara pot llegir llibres amb lletra gran i fins i tot en braille, de manera que perd successivament diverses parts del cos fins que l'escena acaba. El joc de PC Fallout Tactics (2001) inclou un bibliotecari en un món desolat que vol el jugador per trobar les ulleres que li falten per poder llegir els seus llibres.
En una expansió del 2022 per al joc Fallout 76 titulada "the Pitt", els jugadors poden trobar-se amb una petita habitació amb un parell d'ulleres, una pistola i una nota anomenada "Time Enough at Last", que conté línies de diàleg del personatge de Bemis.